# Кварцовий генератор

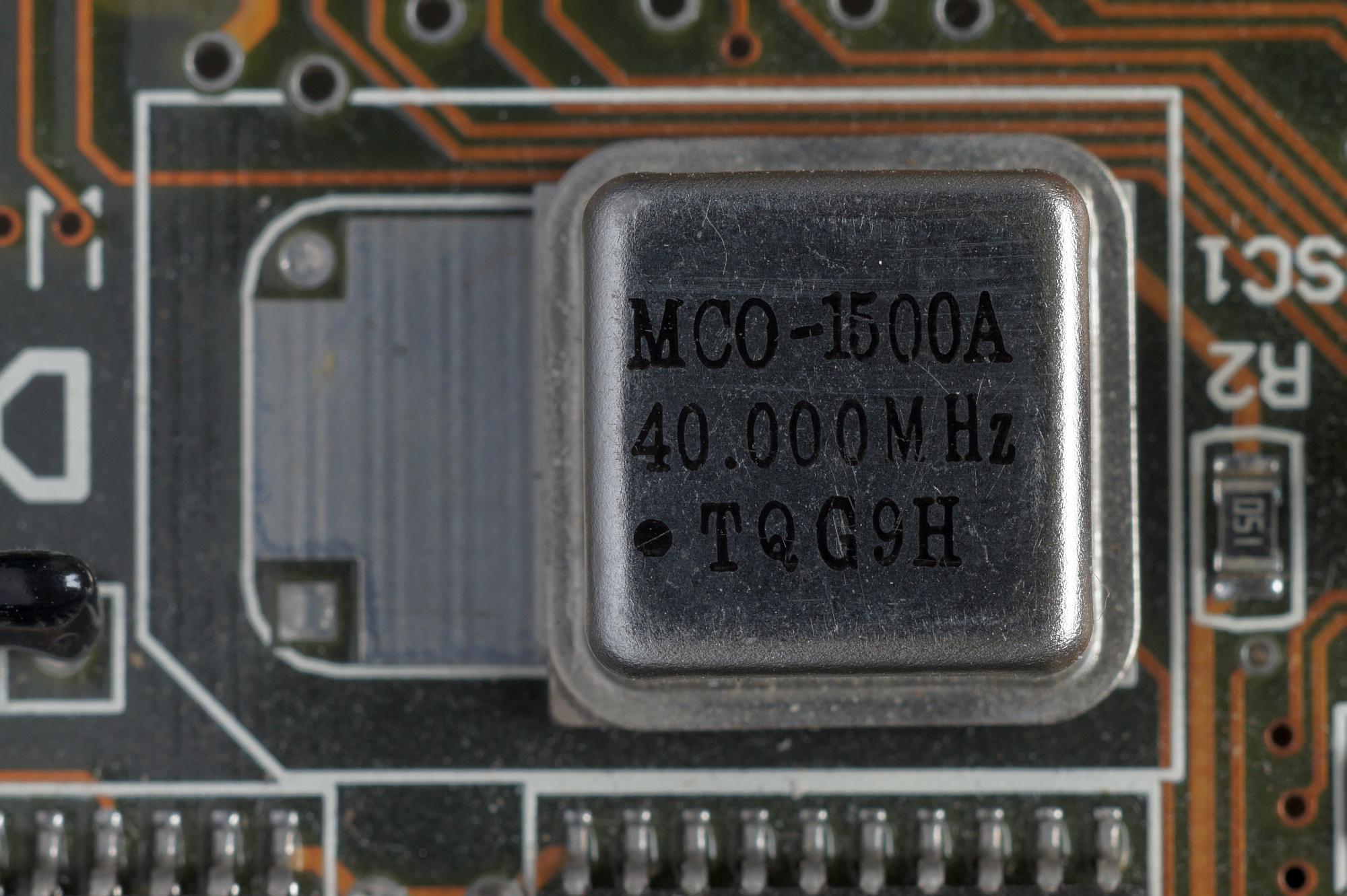

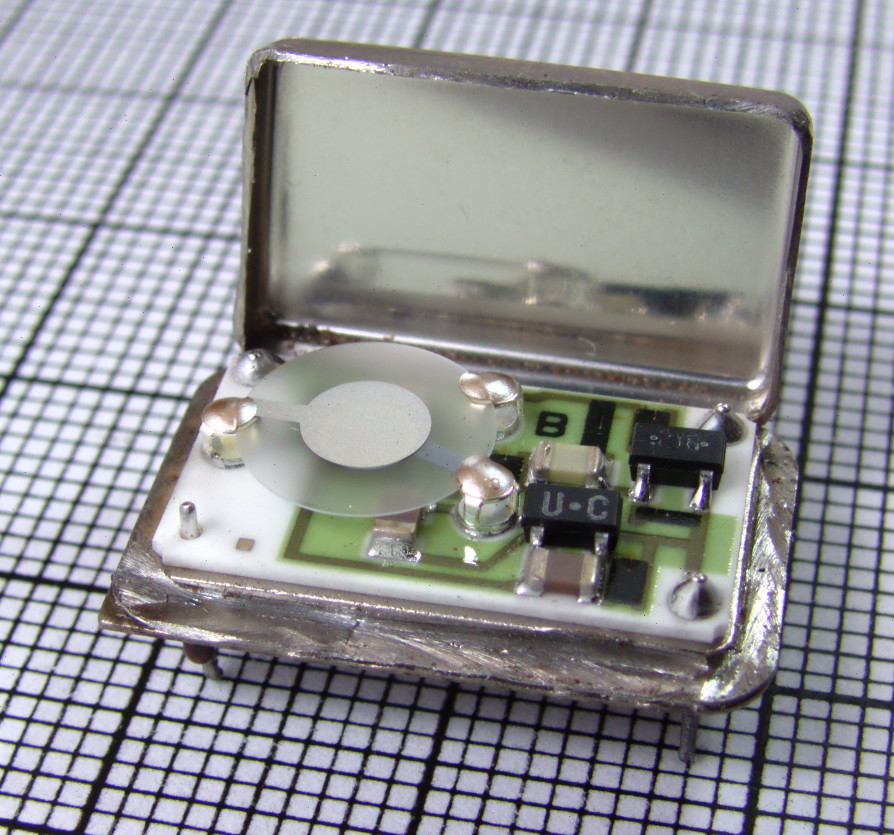
Кварцовий генератор всередині мікроскладання формату DIP-мікросхеми. Усередині знаходиться друкована плата, тонкий круглий кварцовий резонатор з металізованими обкладками зверху та знизу (знаходиться ліворуч на фотографії), мікросхема та обв'язування.

Ква́рцовий генера́тор — генератор змінної напруги, стабілізувальним елементом частоти якого є кварцовий резонатор чи п'єзоелемент. Відзначається високою температурною і тривалою стабільністю, низьким рівнем фазових шумів.
Серце, яке б'ється у більшості електронних систем сьогодні — це кварцовий генератор. У той час як пристрої, засновані на технології мікроелектромеханічної системи (MEMS), безумовно, знаходять застосування в цій галузі, недорогий кварцовий генератор досі домінує, і це також є електромеханічним пристроєм.
По суті, кварцові генератори є пристроями, в яких схема генератора використовує механічний резонанс п'єзоелектричного матеріалу, найчастіше кварцового кристала, для створення електричного сигналу з точною стабільною частотою. Створений таким чином сигнал зазвичай називається тактовим сигналом і використовується для синхронізації роботи інших електронних пристроїв, що становлять систему.

## Продуктивність з часом
Стабільність кварцового генератора визначається його добротністю; чим вище добротність, тим стабільніший пристрій. Ряд впливів, у загальному які називаються старінням, може обмежувати довготривалу стабільність кварцових генераторів.
Поступова зміна частоти з часом обумовлена багатьма факторами: напруги, що виникають в опорах і контактах, з часом можуть ослабнути; забруднюючі речовини можуть адсорбуватися на поверхні кристала, змінюючи його масу; склад кристалів може бути поступово змінено; його решітка може бути пошкоджена радіацією та багато іншого. Зведення до мінімуму наслідків старіння багато в чому залежить від вибору матеріалів та компонентів, що використовуються під час створення генератора, методів упаковки та технологій виготовлення. На щастя, старіння логарифмічно зменшується з часом і найбільші зміни відбуваються під час початкового життя генератора. Таким чином, виробники зазвичай штучно старіють кристал шляхом тривалого зберігання при температурі від 85 до 125 °C, щоб збільшити його довготривалу стабільність.

## Коливання кварцового генератора
Частота власних коливань кварцового генератора може бути в діапазоні від кількох кГц до сотень МГц. Вона визначається фізичними розмірами резонатора, пружністю та п'єзоелектричною постійною кварцу, а також тим, як вирізаний резонатор із кристала. Так як кварцовий резонатор є закінченим електронним компонентом, його частоту можна змінювати зовнішніми елементами та схемою включення у дуже вузькому діапазоні вибором резонансної частоти (паралельний або послідовний) або знизити паралельно включеним конденсатором. Існують, однак, кустарні методики підстроювання резонатора. Це доцільно у випадках, коли бажано мати кілька резонаторів із дуже близькими параметрами. Для зменшення частоти на кристал короткочасно впливають парами йоду (це збільшує масу срібних обкладок), збільшення частоти обкладки резонатора шліфують.

## Можливість зміни частоти
- фіксованої частоти
- частота керується напругою (VCXO)
- частота керується цифровим кодом (NCXO)

Для одержання високої добротності і стабільності власної частотирезонатор розташовують у вакуумі і підтримують постійною його температуру.[джерело?]

## Широковживані частоти
Це 3,579545 МГц, 4,433619 МГц, 10 МГц, 11,0592 МГц, 14,318182 МГц, 17,734475 МГц, 20 МГц, 33,33 МГц, і 40 МГц.
- Популярність 3,579545 МГц обумовлена низькою ціною генераторів через їх використання в телевізорах NTSC. Ділячи і перемножуючи, застосовуючи фазове автопідстроювання частоти, від однієї стабільної частоти можна отримати цілий ряд.
- 14,318182 МГц (чотири рази по 3,579545 МГц) використовується в комп'ютерних дисплеях для отримання растрового екрану системи NTSC.
- Частоти 4,433619 МГц і 17.734475 МГц використовують в системі PAL.
- Частота 11,059 МГц популярна через стандарт RS232.

## Вид вихідного сигналу
Генератори можуть вироблятися як з синусоїдальним вихідним сигналом, так і з сигналом прямокутної форми, сумісним за логічним рівнем з одним зі стандартів (TTL, CMOS, LVCMOS, LVDS та інші). Генератор потребує відповідності напруги джерела живлення.

## Рівень фазових шумів
У найкращих генераторів спектральна щільність потужності фазових шумів може бути менше -100 дБн/Гц при відхиленні 1 Гц і менше -150 дБн/Гц при відхиленні 1 кГц від вихідної частоти 10 МГц.

## Наявність і тип термостабілізації
- термокомпенсовані (TCXO)
- термостатовані (OCXO, DOCXO)

## Переваги кварцових генераторів
- Кварцові генератори мають дуже високу стабільність частоти.
- Висока частота роботи.
- Низький частотний дрейф через зміну температури та інших параметрів.
- Q дуже високий.
- Мають автоматичне керування амплітудою.

## Приклади використання
- Генератор Пірса

## Використання
Кварцові генератори використовують:
- У синтезаторах частоти.
- У спеціальних типах приймачів.
- У радіо та телевізійних передавачах.
- Як кришталевий[що?] годинник у мікропроцесорах.[2]

У сучасних ПК все ще використовуються кварцові генератори, але для отримання багатогігагерцових тактових частот застосовуються складніші технології. ПК використовує кристал із частотою набагато меншою, ніж робоча, і множить її за допомогою фазового автопідстроювання частоти. Комп'ютери часто використовують кристал на 14318, оскільки цю частоту використовували в старих телевізорах, і такі кристали були недорогими і широко поширеними.